# Tōhoku Shinkansen
Tohoku Shinkansen (東北新幹線 (Đông Bắc tân cán tuyến)) là một tuyến Shinkansen của Nhật Bản, nối Tokyo với thành phố Aomori thuộc tỉnh Aomori với tổng chiều dài tuyến là 674 km, là tuyến Shinkansen dài nhất Nhật Bản. Nó chạy qua khu vực Tōhoku thưa dân hơn ở các vùng khác trên đảo Honshu, và đang được kéo dài khi tuyến Hokkaido Shinkansen đến Shin-Hakodate-Hokuto (có thể hoạt động vào tháng 3 năm 2016) và Sapporo năm 2031. Tuyến này có hai nhánh nhỏ là Yamagata Shinkansen và Akita Shinkansen. Tohoku Shinkansen do JR East vận hành.

## Các nhà ga
| Ga                | Tiếng Nhật   | Khoảng cách (km) | Chuyển tiếp | Vị trí            | Vị trí    |
| ----------------- | ------------ | ---------------- | --- | ----------------- | --------- |
| Tokyo             | 東京         | 0,0              | Tokaido Shinkansen, Tokyo Metro Marunouchi Line, Yamanote Line, Keihin-Tōhoku Line, Chūō Main Line, Tokaido Main Line, Yokosuka Line, Sōbu Line, Keiyō Line | Chiyoda           | Tokyo     |
| Ueno              | 上野         | 3,6              | Tokyo Metro Ginza Line, Tokyo Metro Hibiya Line, Keisei Main Line, Jōban Line, Yamanote Line, Keihin-Tōhoku Line, Tōhoku Main Line, Takasaki Line           | Taitō             | Tokyo     |
| Ōmiya             | 大宮         | 31,3             | Joetsu Shinkansen, Tobu Noda Line, New Shuttle, Hokuriku Shinkansen, Keihin-Tōhoku Line, Saikyō Line, Kawagoe Line, Tōhoku Main Line, Takasaki Line         | Ōmiya-ku, Saitama | Saitama   |
| Oyama             | 小山         | 80,6             | Tōhoku Main Line, Ryōmō Line, Mito Line | Oyama             | Tochigi   |
| Utsunomiya        | 宇都宮       | 109,0            | Tōhoku Main Line, Nikkō Line | Utsunomiya        | Tochigi   |
| Nasu-Shiobara     | 那須塩原     | 152,4            | Tōhoku Main Line | Nasushiobara      | Tochigi   |
| Shin-Shirakawa    | 新白河       | 178,4            | Tōhoku Main Line | Nishigō           | Fukushima |
| Kōriyama          | 郡山         | 213,9            | Tōhoku Main Line, East Ban'etsu Line, West Ban'etsu Line, Suigun Line                                                                                       | Kōriyama          | Fukushima |
| Fukushima         | 福島         | 255,1            | Yamagata Shinkansen, Tōhoku Main Line, Ōu Main Line, Fukushima Kōtsū Iizaka Line, Abukuma Express Line                                                      | Fukushima         | Fukushima |
| Shiroishi-Zaō     | 白石蔵王     | 286,2            | | Shiroishi         | Miyagi    |
| Sendai            | 仙台         | 325,4            | Tōhoku Main Line, Senzan Line, Senseki Line, Jōban Line, Sendai Subway Nanboku Line                                                                         | Aoba-ku, Sendai   | Miyagi    |
| Furukawa          | 古川         | 363,8            | Rikuu East Line | Ōsaki             | Miyagi    |
| Kurikoma-Kōgen    | くりこま高原 | 385,7            | | Kurihara          | Miyagi    |
| Ichinoseki        | 一ノ関       | 406,3            | Tōhoku Main Line, Ofunato Line | Ichinoseki        | Iwate     |
| Mizusawa-Esashi   | 水沢江刺     | 431,3            | | Ōshū              | Iwate     |
| Kitakami          | 北上         | 448,6            | Tōhoku Main Line, Kitakami Line | Kitakami          | Iwate     |
| Shin-Hanamaki     | 新花巻       | 463,1            | Kamaishi Line | Hanamaki          | Iwate     |
| Morioka           | 盛岡         | 496,5            | Akita Shinkansen, Tohoku Main Line, Tazawako Line, Yamada Line, Iwate Ginga Railway Line (IGR), Hanawa Line (JR, via IGR)                                   | Morioka           | Iwate     |
| Iwate-Numakunai   | いわて沼宮内 | 527,6            | Iwate Ginga Railway Line | Iwate             | Iwate     |
| Ninohe            | 二戸         | 562,2            | Iwate Ginga Railway Line | Ninohe            | Iwate     |
| Hachinohe         | 八戸         | 593,1            | Aoimori Railway Line, Hachinohe Line, | Hachinohe         | Aomori    |
| Shichinohe-Towada | 七戸十和田   | 628,2            | | Shichinohe        | Aomori    |
| Shin-Aomori       | 新青森       | 674,9            | Ōu Main Line, Hokkaido Shinkansen | Aomori            | Aomori    |